# Brianski
|  | No s'ha de confondre amb Briansk. |

Brianski (en rus: Брянский) és un poble (un khútor) de l'óblast de Volgograd, a Rússia, segons el cens del 2010 tenia 92 habitants.